# Malcolm Young

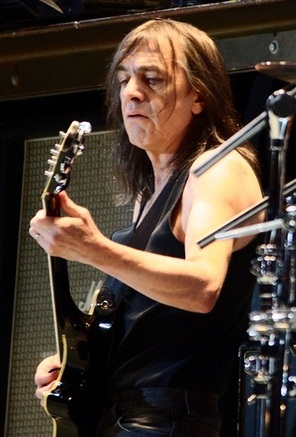
Malcolm Young (2010)

Malcolm Mitchell Young (* 6. Januar 1953 in Glasgow, Schottland; † 18. November 2017 in Sydney, Australien) war ein australischer Musiker. Er war Gründer, Rhythmusgitarrist, Backgroundsänger und Songwriter der australischen Hardrock-Band AC/DC.

## Leben

### Kindheit und Jugend
Malcolm Young kam als siebtes Kind der Familie zur Welt. 1963 wanderte die Familie aus beruflichen Gründen von Schottland nach Australien aus. Während seiner Schulzeit begann Young, Gitarre zu spielen, und wechselte schnell von der akustischen zur elektrischen Gitarre. Sein älterer Bruder George war Mitglied der Gruppe The Easybeats und gab ihm Tipps für das Gitarrenspiel. Malcolm Young brach die Schule im Alter von etwa 15 Jahren ab und gründete seine ersten Bands, jedoch war keine von ihnen besonders erfolgreich.

### AC/DC
1973 gründete er zunächst allein die Band AC/DC, später stieg dann sein Bruder Angus, der nun als Leadgitarrist fungierte, in die Rockband ein. Malcolm Young war als Gitarrist und Songschreiber die führende Kraft von AC/DC. Er war mit seiner Gretsch-Gitarre vor allem für das druckvolle Gitarrenspiel verantwortlich und wurde von vielen Fans und Fachjournalisten oft als bester Rhythmusgitarrist der Welt bezeichnet.
Er bevorzugte einen „trockenen“ Sound, fast frei von Verzerrungen, wobei sein Anschlag auf der Gitarre als „enorm hart“ beschrieben wird. Aufgrund dieses Anschlages benutzte er außerdem Saiten mit einer Mindeststärke von 0,12 – meistens von dem US-amerikanischen Gitarrenhersteller Gibson. Ein weiteres wichtiges Kennzeichen seines Spiels war die Verwendung offener Akkorde, die er von der Grundform abwandelte und ihnen so den „AC/DC-Sound“ gab. Dadurch war er maßgeblich am typischen Klang der Band beteiligt und bildete mit dem Drummer Phil Rudd und dem Bassisten Cliff Williams die Rhythmus-Sektion und somit das musikalische AC/DC-Grundgerüst, das sich vor allem durch ein extrem genaues Timing auszeichnete.

### Verwendete Gitarren

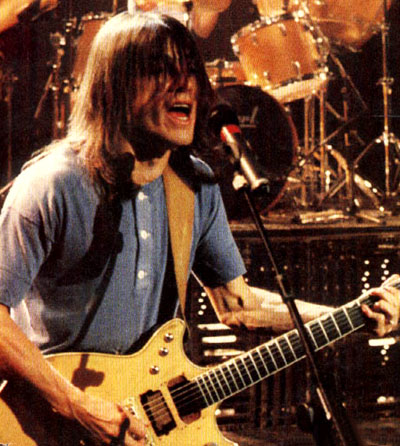
Malcolm Young mit seiner Gretsch Jet Firebird, AC/DC Monsters of Rock Tour

Malcolm Young spielte bei AC/DC von Beginn an fast ausschließlich eine 1963 gebaute Gretsch G6131 – populär als Gretsch Jet Firebird – mit Solidbody und zwei Cutaways. Diese Gitarre (Spitzname „The Beast“) modifizierte er im Laufe der Zeit auf seine Weise. So schliff er auf der Vorderseite die rote Lasur des Korpus ab und wechselte diverse Teile der Mechanik aus. Ursprünglich hat das Modell zwei Humbucker-Pickups vom Typ Vintage „Patent Number“ FilterTron, auf denen die US-Patent-Nummer 2892371 der Baureihe eingepunzt ist. Zunächst baute er noch einen dritten, mittleren Tonabnehmer ein, später entfernte er den mittleren und auch den original verbauten, halsseitigen Tonabnehmer. Nur der originale Humbucker am Steg verblieb dort. Über die Löcher für die beiden Tonabnehmer schraubte er Mitte der 1970er Jahre ein Pickguard, das er um 1978 wieder entfernte. Die beiden Löcher der herausgenommenen Tonabnehmer wurden zum Markenzeichen seiner Gretsch. Gegen Ende der 1970er Jahre entfernte er den originalen Burns-Saitenhalter mit Tremolo sowie die originale Space-Control-Brücke und ersetzte sie durch einen festen Steg. Ab der Stiff-Upper-Lip-Tour im Jahre 2000 waren der originale Burns-Saitenhalter und die Space-Control-Brücke wieder angebaut.
Gelegentlich spielte er außerdem eine 1959er weiße Gretsch White Falcon mit Halbresonanz-Korpus, die sein favorisiertes Modell beim Album Back in Black und der anschließenden Tour war. Auf der Black Ice-Tour 2009 spielte er eine andere White Falcon. Seit 2008 editiert Gretsch Guitars „The Beast“ als käufliches Sondermodell G6131MY für Fans.

### Gesundheitliche Probleme und Tod
Im April 2014 gaben AC/DC auf ihrer Website bekannt, Malcolm Young sei erkrankt und pausiere bis auf Weiteres vom Musikgeschäft. Der Sänger Brian Johnson dementierte gegenüber dem Daily Telegraph allerdings, dass sich die Band deshalb auflöse; die übrigen Musiker begaben sich wenig später ins Aufnahmestudio. Im September 2014 teilte die Band mit, dass Malcolm Young aus gesundheitlichen Gründen die Band endgültig verlassen habe. Aufgrund eines Schlaganfalls leide er an Demenz, die einen vollständigen Verlust seines Kurzzeitgedächtnisses hervorrufe. Im November 2014 wurde bekannt, dass Young bereits 2008 bei den Aufnahmen zu Black Ice Symptome einer beginnenden Demenz gezeigt hatte.
Während die Band auf Besserung hoffte, musste er eine Lungen- und eine Herzoperation über sich ergehen lassen, die seine Gesundheit weiter beeinträchtigten. Der Beschluss, die Band zu verlassen, kam von ihm selbst. Er war zwar noch am Schreibprozess des Albums Rock or Bust beteiligt, konnte jedoch an den Aufnahmen nicht mehr mitwirken. Bei den Aufnahmen und auf der für 2015 geplanten Tour ersetzte ihn sein vier Jahre jüngerer Neffe Stevie Young, der nach Malcolms endgültigem Ausstieg letztendlich festes Mitglied der Band wurde.
Malcolm Young starb am 18. November 2017 im Alter von 64 Jahren. Er hinterließ seine Frau Linda, mit der er seit 1979 verheiratet war, sowie eine Tochter und einen Sohn.

## Rezeption
„Er ist der Schöpfer dieser so schlichten wie unwiderstehlichen Riffs, die die australische Band so unverwechselbar gemacht haben. Malcolm Young ist das Metronom von AC/DC, der Garant des Gleichklangs, der Webstuhl des schweren soliden Teppichs, auf dem der ganze Sound der Band und die Soli seines Bruders fußen [...] Die meisten Riffs für die Ewigkeit hat Malcolm Young erschaffen. Keine andere Band ist innerhalb von drei Sekunden so todsicher erkennbar wie AC/DC. Malcolm Young ist der USP, der Unique Selling Point von AC/DC.“